# سيد الخواتم: معركة الأرض الوسطى 2
سيد الخواتم: معركة الأرض الوسطي 2 هي لعبة فيديو ذات استراتيجية لحظية وقد نشرتها وطورتها شركة إلكترونيك آرتس. وهذة اللعبة مقتبسة عن روايات الخيال سيد الخواتم والهوبيت للكاتب جون ر. تولكين ومن نسختها المعدلة في سلسلة أفلام سيد الخواتم. وهذة اللعبة تكملة للجزء الأول الذي اطلقته إلكترونيك آرتس في 2004 بعنوان«سيد الخواتم: معركة الأرض الوسطي1». وقد تم إصدار نسخة الويندوز من اللعبة في 2 مارس 2006، بينما صدرت نسخة الإكس بوكس360 في 5 يوليو 2006. كما تم إصدار نسخة خاصة لهواة الجمع مع النسخة العادية، وتحتوي النسخة الخاصة على مواد ومكافأت إضافية وأيضًا علي توثيق لتطور اللعبة. وقد تم غلق الخوادم عبر الإنترنت للويندوز في 2010 وللإكس بوكس 360 في 2011، وبالرغم من ذلك لايزال مستخدمي الويندوز يلعبون عبر الإنترنت مستخدمين برامج شبكة خاصة افتراضية.
إن قصة معركة الأرض الوسطي2 منقسمة إلي حملات الخير وحملات الشر. وتركز حملات الخير علي غلورفايندل وهو جني متيقظ لوجود هجوم مخطط له علي حرم الجان في ريفنديل. وبمساعدة الأقزام وقوي الخير يحاول الجان القضاء علي سورون وجيشه ليعيدوا السلام للأرض الوسطي. بينما في حملة الشر يرسل سورون "ماوس أوف سورون" و"النازغول" لحشد عفاريت الأوركس المتوحشة. ثم يستمر سورون في تنفيذ خطته مصطحبًا جيشه ليدمر قوي الخير المتبقية في الشمال.
إن معركة الأرض الوسطي2 تلقت نقد جيد بشكل عام من نقاد ألعاب الفيديو. ومدحت المراجعات دمج اللعبة لعالم سيد الخواتم في لعبة إستراتيجية حقيقية، بينما استهدف النقد عدم التوازن في وضع أكثر من لاعب. تلقت معركة الأرض الوسطي2 العديد من الجوائز ومن ضمنها جائزة اختيار المحرر أو«إيدويترز شويس» من موقع آي جي إن. وفي نهاية مارس2006 أصبحت معركة الأرض الوسطي2 الرابعة في قائمة أكثر ألعاب الكمبيوتر مبيعًا لهذا الشهر. ثم تم إطلاق حزمة توسعة للعبة لنسخ الويندوز في 28 نوفمبر 2006 بعنوان نهوض الملك الساحر التي تعرض فصيل جديد يعرف باسم «أنجمار»، ووحدات جديدة، والكثير من التحسينات في ملامح اللعبة.

## اللعبة

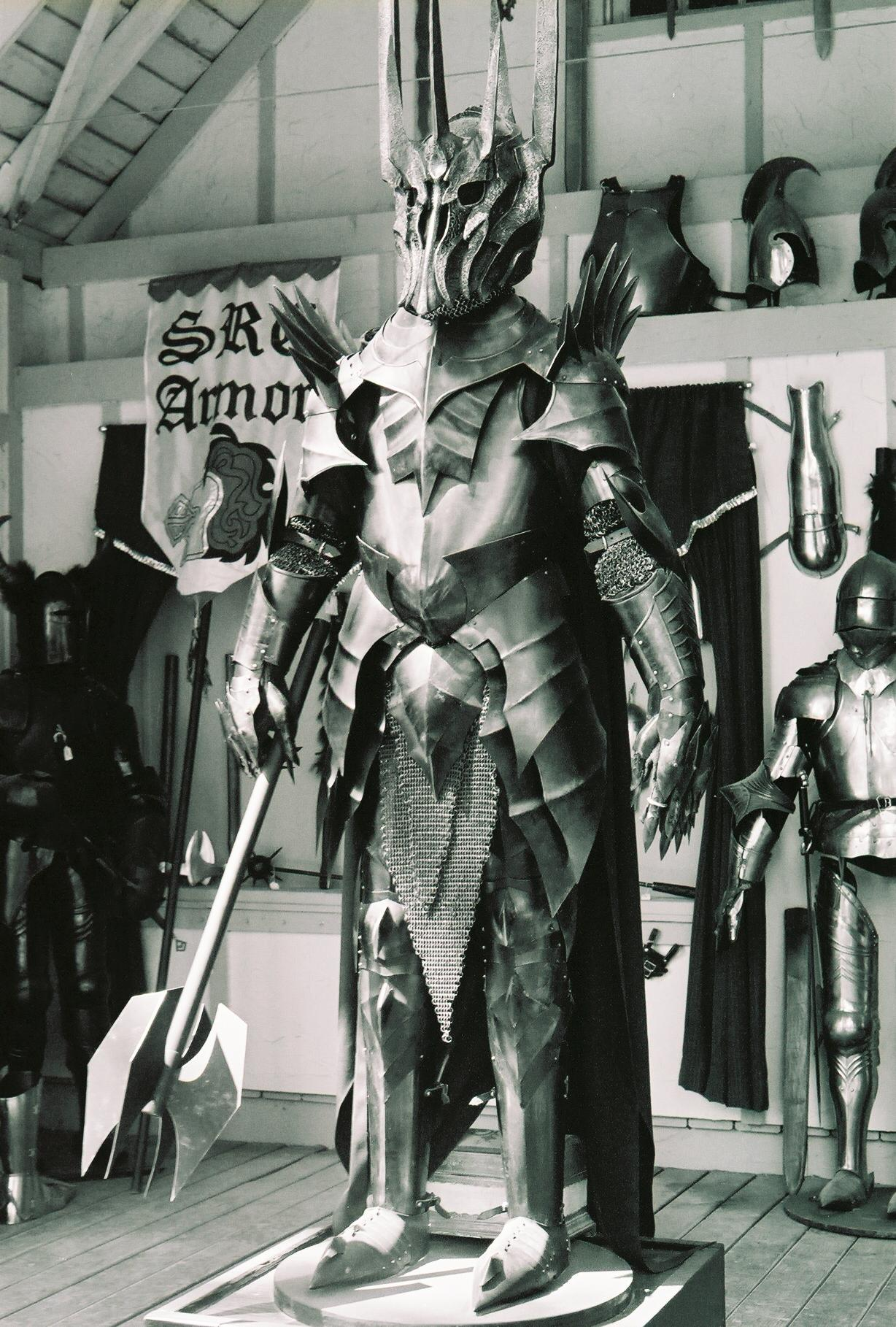
تمثال لسيد الظلام من فيلم سيد الخواتم

إن معركة الأرض الوسطي2 هي لعبة إستراتيجية لحظية. ومثل نسختها الأولي تستلزم اللعبة من اللاعب إنشاء قاعدة وأساساتها لإنتاج وحدات وجمع الموارد والبحث عن التحسينات والإمداد بالدفاعات. تُستخدم الوحدات لمهاجمة العدو والدفاع عن قاعدة اللاعب. يفوز اللاعبون بالمباريات عن طريق تدمير كل الأساسات التي أنتجتها وحدات العدو. وعلي خلاف اللعبة الأولي يستطيع اللاعب بناء عدد غير محدود من الأساسات في أي مكان علي الخريطة، مما يسمح بالمزيد من الحرية في بناء القاعدة وإنتاج الوحدات. يستطيع اللاعبون بناء أسوار للدفاع عن قاعدتهم، لكن يمكن بناء الأسوار فقط في حيز معين من قلعة اللاعبين. وكذلك يستطيع اللاعبون بناء أبراج لإطلاق الأسهم وتثبيت المجانق في المناطق المخصصة للبناء حول القلعة لتوفير الدعم الدفاعي والحماية الأساسية. بالإضافة إلي هذا فقلعة كل فصيل تتميز بتجهيزها بقوة خاصة يمكن الوصول إليها من خلال شراء تحسينات ضرورية. ويقوم شريط عرض الحالة في أعلي الشاشة (HUD) -والذي يدعي بالانتير أو الكرة البلورية- يعرض حالة وحدات البطل وقدراتهم والخريطة المصغرة وأهداف اللعبة.
تصنف الوحدات إلي عدة فئات منها: المشاة والنبالة وحاملي الرماح  وسلاح الفرسان والمسؤولين عن معدات الحصار. كل فئة في الوحدة لديها نقاط قوتها ونقاط ضعفها، وذلك لتأكيد أهمية المطابقة الصحيحة للوحدات في المعركة لزيادة فعاليتها. وتتميز وحدات البطل بأنه يمكن إنشاء واحد منهم فقط لا غير، وتكون هذة الوحدات أشخاص من الرواية مثل: أراغورن وليجولاس وجيملي وسارومان والنازغول وماوث اوف ثورون وأروين وشالوب؛ أو يمكن إنشاؤها عن طريق مبتكر أبطال اللعبة (خاص بنسخة الكمبيوتر الشخصي فقط). إذا قتل اللاعب غولوم _شخصية حيادية لا يمكن اللعب بها_ كوفئ بالخاتم الأوحد. حيث يمكن استخدام هذة الأداة لإستدعاء واحد من بطلي الخاتم: غالادريل أو سورون وذلك اعتماداً علي الفصيل الذي ينتمي إليه اللاعب مقابل مبلغ 10000 من الموارد. ويمتلك أبطال الخاتم درع متين وهجمات قوية، مما يجعلهم من أقوي الوحدات التي يصعب التغلب عليها في اللعبة.
يجمع النمط المقدم حديثاً «حرب الخاتم» أو "War of the ring" بين عناصر استراتيجية تناوب الأدوار ومناوشات الإستراتيجية اللحظية. وتنقسم الأرض الوسطى إلي مقاطعات؛ حيث يستطيع اللاعبين إنشاء المباني لإنتاج القوات فقط في المقاطعات التي يمتلكها. ويستطيع اللاعب نقل جيوشه إلي أراضي محايدة وأراضي الأعداء ليسيطر عليها أثناء كل دور. ويمكن غزو الأراضي المحايدة فقط بدخولها، بينما يكون غزو أراضي الأعداء عن طريق انتزاعها من اللاعبين الآخرين من خلال هزيمتهم في مناوشة. وتتمركز القوات في الأراضي المنتزعة للدفاع ضد هجمات العدو. وعند اختيار اللاعب مهاجمة إحدي المقاطعات أو عند غزو الأعداء لإحدي أراضيه يستطيع اللاعب إما محاكاة المعركة وترك الكمبيوتر يقرر النتيجة، وإما خوض المعركة عن طريق قيادة الوحدات في الوقت الحقيقي. ثم يحصل الفائز في المناوشة علي المقاطعة، وتحصل كل الوحدات الناجية علي نقاط خبرة. وحتي يفوز اللاعب باللعبة يجب عليه إما السيطرة علي عاصمة أرض العدو، وإما السيطرة علي عدد معين من الأراضي في الأرض الوسطى.
وتقدم معركة الأرض الوسطي 2 ثلاثة فصائل جديدة بوحدات متميزة وأبطال متميزين، وهم: الأوركس والأقزام والجن. ثم تتحد روهان وغوندور تحت فصيل واحد يسمى «رجال الغرب» أو "Men of the west". وهذا بالإضافة إلي موردور وأيزنجارد من معركة الأرض الوسطي 1 مما يكون ستة فصائل في المجمل يمكن اللعب بهم. حيث تزود قوات غوندور بهجوم ودفاع قويين عن طريق المشاة ورماة السهام الأساسيين، كما يؤدي الروهيرم أو "Rohirrim" _وهم سكان روهان_ دور نخبة من الفرسان. بينما يكون نبالة الجن أكثر فعالية في إلحاق الضرر عن بعد، كما تقوم قوات دعمهم "الإينت" أو "The Ents" بمجموعة من الهجمات لأجل المناوشة ثم الحصار. وغالباً ما يعد «الأنتس» أقوي فصيل دفاعي؛ وذلك بسبب قذائفهم القوية وسهامهم الفضية الشائكة المتينة. وعلي رغم أن مشاة ورماة الرماح والفوؤس الأقزام بطيئون وثمينون إلا أنهم أقوياء ومدرعون جيداً، مما يساعدهم علي السيطرة حتي في أطول النزالات مع قوات العدو. ويتكون فصيل العفاريت من مجموعة من المخلوقات البرية ووحوش الأرض الوسطي، وهذا يتضمن الأوركس والجبابرة والعناكب والتنانين، وتكمن فعاليتهم في أعدادهم الكبيرة. كما أن ميزتهم الوحيدة هي بخس ثمن نبال العفاريت ووحدات العساكر عند 75 مورد للواحد وكذلك سرعة إنتاجهم مقارنة بالمشاة الأساسيين. وقوات أيزنجارد وهم «أوراك هاي» أو "Uruk-hai" مدربون بكفاءة تحت قيادة سارومان. كما تستخدم أيزنجارد المقاتلين الهائجين كجيش الرجل الواحد الذي يتحرك بسرعة فائقة ويلحق أضرار جسيمة (وخاصة لمباني الأعداء وأبطالهم). بالإضافة إلي أن أيزنجارد هي الفصيل الشرير الوحيد الذي يستطيع بناء جدران. وأخيراً، قوات موردور وهي خليط من الأوركس والرجال والجبابرة والأفيال العملاقة "Mumakil" ومساعدي سورون. حيث يمتلك الأوركس دروع متينة، مما يجعلهم مفيدين في امتصاص الضرر الذي يلحقه بهم العدو، بينما تهاجم الوحدات الأقوي الأعداء. يساهم الجبابرة إلي حد كبير في هجمات موردور، وذلك لهجماتهم المفرقة والقوية والتي تؤدي إلي تشتت قوات الأعداء، وكذلك لمقدرتهم علي رمي الصخور وحمل الأشجار ببراعة كالسيوف.

## الحبكة
تبدأ اللعبة في منطقة الأرض الوسطى الشمالية مركزةً علي أحداث حرب الشمال. ولأجل اللعب بطريقة أفضل، أخذت اللعبة كامل حريتها في التغيير في أعمال «تولكين» وثلاثية الفيلم. حيث تم تعديل بعض الشخصيات من حيث الشكل والقدرات والأدوار، فعلى سبيل المثال مُنح «توم بومباديل» دور قتالي في اللعبة، بينما في الحقيقة هو ناسك مرح غامض يظهر في سيد الخواتم ولكنه لا يشارك في الحرب. كما زودت رواية «تولكين» السابقة «الهوبيت» اللعبة بعدة عناصر منها: العناكب العملاقة من غابة «ميركوود». تنقسم قصة معركة الأرض الوسطي2 إلي حملات الخير وحملات الشر. وكلتا الحملتين تركزان علي المعارك التي يخوضها الفصائل المقدمة حديثاً، وهم: الجان والأقزام والعفاريت. ثم يخوض اللاعب تسعة مهام ثابتة في أي من الأوضاع الثلاثة: سهل ومتوسط وصعب. وتعرض المشاهد المروية بين مهمة وأخرى تطور الحبكة.
تتبع حملة الشر نسخة بديلة من حرب الشمال. حيث يرسل سورون «ماوث أوف سورون» و"النازغول" إلي الشمال لحشد الأوركس الهمجية. ويقود مساعديه جيش الأوركس، ثم يشنوا هجوماً علي غابة الجان "لورين". وقد اجتاحوا الغابة على الرغم من المقاومة الشديدة، وذلك بعد ذبح سيليبورن وهروب غالادريل إلي ريفنديل وانهيار كاراس غالادهون أمام القوة المطلقة للغزو الساحق. ثم نظر "ماوث" بحماس في "مرآة غالادريل" ليري هجومه التالي، بينما يحتفل جيشه بنصره فوق جثث الجان بين حطام ما كان في يوم من الأيام حصن عظيم وعتيق. في حين شنت مجموعة أخرى من الأوركس بقيادة ملك الأوركس "جوركل" هجوماً علي الملاذات الرمادية أو "Grey Havens" براً وبحراً، مما أدي إلي تدمير واحتلال ميناء الجان. فتبدأ بعدها مسيرة عبر "إيرادور"، ويقع الاختيار علي الهوبيت في منطقة شاير كالهدف القادم. وتنجح جماعة جوركل في سحق الهوبيت وحرق بلدهم ومساواتها بالأرض، ولكن يظهر "جريما وورمتونج" خادم "سارومان" بشكل مفاجئ مع جيش كبير من أوراك أيزنجارد ويطالب بالأرض لسيده. وأخيرا يبيد العفاريت الجيش المدرب ويُقتل "وورمتانج"، ثم يأخذون "شاير لأنفسهم.
ويستمر جوركل في مسيرته إلي الغرب، ثم يحاصر «فورنوست»_ وهي الأطلال المحصنة المتبقية من العاصمة القديمة لأرنور_. فينهار المدافعون -المكونون من «الداندين» و«الأقزام» بقيادة «غلوان»- أمام هجمات العفاريت القاسية، فتقع إيرادور تحت سيطرة العفاريت. ويشن سورون هجوماً متزامناً مع الهجمات السابقة إلي شرق الجبال الضبابية أو "The Misty Mountains". ثم يبيد الأوركس من دول غولدر الجان والإنتس الذين كانوا حراس لطريق غابة ميركوود وذلك بهزيمة أمير الجان «ثراندويل». وبعد سقوط ميركوود يقود «ماوث أوف ثورون» جيشه إلي «ويذرد هيث» لتجنيد سيد التنانين «دروغوث»، وذلك بعد هزيمة الأقزام في المنطقة. ثم يهاجم «ماوث أوف سورون»: مدينة البشر «ديل» وحصن الأقزام «إيرابور» بقيادة الملك «دين» لكي يخلص سورون والأرض الوسطي من الأقزام نهائياً. ولأجل المعركة الأخيرة ضد فصائل الخير في الشمال يجتمع جيش العفاريت وقوات سورون من موردور في ريفنديل، وهو الحصن الأخير الباقي ضد سورون في الأرض الوسطي. ويصل النسور وموتي دونهارو وغالادريل والجان الباقين معها وباقي رفقة الخاتم لمساعدة أروين وايلروند. ولكن سورون (بعد ما بلغ قوته القصوي من خلال استعادة الخاتم الأوحد من فرودو الميت) وكل قواته التي تجمعت يدخلون المعركة ويدمرون قوات الخير المتبقية في الشمال نهائياً.
تبدأ حملة الخير بعد انطلاق رفقة الخاتم في مهمتهم لتدمير خاتم القوة الأوحد، بينما يخطط إيلروند وغلوان للحرب في الشمال. ثم يكتشف بطل الجان «غلورفندل» هجوم وشيك علي حرم الجان بريفنديل، وبفضل هذا التحذير المبكر تتمكن قوات إيلروند في ريفنديل من صد هجمات العفاريت. ويدرك إيلروند بعد المعركة أهمية اتحاد الجان مع الأقزام من أجل القضاء علي تهديد قوات سورون لهم في الشمال. وتحدث المعركة التالية في «إيتينمورس»، حيث تتدمر قلعة العفاريت ويُقتل غوركل ملك العفاريت. ويأتي خبر للأبطال بعد نصرهم أن العفاريت بأمر من سورون قاموا بتجنيد التنين «دورغوث» الذي يعيث فسادً في الجبال الزرقاء عند الأقزام. فيشق الأبطال طريقهم إلي الجبال الزرقاء لمساعدة جيش الأقزام في هزيمة دورغوث والعفاريت.
ثم هاجم «اسطول من رجال أمبر» _وهم أعوان سورون_ ميناء الجان «جري هافنز» الذي يقع علي الشواطئ الغربية. ثم قرر الأقزام أخيرا أن يأتوا للمساعدة في حماية «جري هافنز»، وذلك بعد نفورهم الشديد من التحالف مع الجان. ومع هزيمة العفاريت وسيطرة الهدوء علي إيرادور تختبر قوات سورون مدي قوة التحالف بين العفاريت والأقزام. حيث تحاصر قوات موردور الساحقة «ذا ليك تاون أوف إيسجاروث» ومدينة الأقزام «إيرابور». فيقود ملك الأقزام دين مجموعة صغيرة من الأقزام ورجال مدينة ديل للدفاع عن وطنهم، وبالفعل يتمكن من القضاء علي كل وجود لموردور في إيسجاروث، ولكن جيشه يُجبر علي التراجع إلي إيرابور للدفاع عن أنفسهم ضد جيش آخر قادم بقيادة «ماوث أوف سورون». وبعد معركة طويلة ضد جيش «ماوث أوف سورون» تصل التعزيزات من ميركوود بقيادة ملك الجان «ثورنديل» وتنقذ الأقزام من خلال هزيمة «ماوث أوف سورون» وجيشه. ويقود إيلروند الهجوم الأول، ثم يتحد ثورنديل وغلورفندل وغلوان وأروين والملك دين تحت راية التحالف بين الجان والأقزام لأجل المعركة الأخيرة في دول غولدور (وهو حصن سورون في ميركوود)، وكان ذلك بمساعدة الإينت والنسور. وتتغلب قوي الخير والثلاثة جيوش المتحدة علي دفاعات سورون وتدمر القلعة، وهكذا يبيدون آخر تهديد لهم في الشمال.

## التطور
منحت شركات «تولكين» الناشر لمعركة الأرض الوسطي2 (إلكترونيك آرتس) كل الحقوق لتطوير ألعاب فيديو سيد الخواتم استناداً إلي كتب سيد الخواتم في 22 يوليو 2005. وهذة الاتفاقية كانت مكملة لتسوية منفصلة بين الشركتين في 2001. وقد أعطت تلك الاتفاقية إلكترونيك آرتس كل الحق في بناء لعبة فيديو مقتبسة عن ثلاثية أفلام سيد الخواتم. كما يمنح الاتفاق الجديد إلكترونيك آرتس الفرصة لابتكار ألعاب فيديو ذات قصص أصلية مرتبطة عن قرب بعالم سيد الخواتم. وفي نفس الإعلان كشفت إلكترونيك آرتس أنها أخذت الترخيص للعبتين سيطورهم فرعها بلوس أنجلوس وهما: سيد الخواتم (معركة الأرض الوسطي2) للويندوز _وهي تكملة لسيد الخواتم (معركة الأرض الوسطي1)_، وسيد الخواتم (تكتيكات) للبلاي ستيشن المحمول.

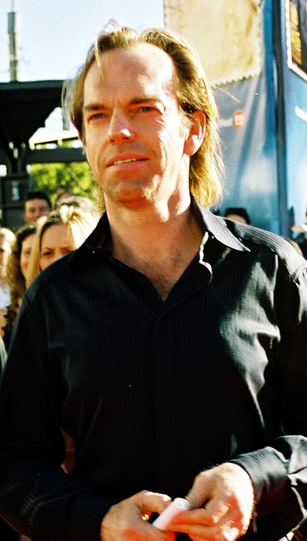
أعاد هوغو ويفنغالذي مثل دور إيلروند في ثلاثية أفلام سيد الخواتم_ تمثيل دوره في معركة الأرض الوسطي2 ، كما يقوم بدور المؤدي الصوتي الرئيسي.

وذكرت إلكترونيك آرتس في 13 يناير 2006 أن هناك نسخة للإكس بوكس 360 من لعبة معركة الأرض الوسطي2 تخضع لعملية تطوير، كما وعدت بتقديم «وحدة للتحكم فريدة وبديهية» وسيطوره مصمم ألعاب الفيديو (لويس كاستيل)، وهو مؤسس الاستراتيجية اللحظية التي طورتها إستديوهات ويست وود أو "Westwood Studios". وبعدها سيستطيع اللاعبون اللعب عبر الإنترنت بواسطة خدمة إكس بوكس لايف. كان كاستيل متحمساً للغاية لنقله للعبة إلي وحدة تحكم جديدة، قائلاً «أن الإكس بوكس360 يُمكنك من تجربة رائعة من خلال عيش هذة المعارك السينمائية بجودة عالية وصوت مذهل يحيط بك وانت تجلس علي أريكتك في غرفة المعيشة.[...] وأضف علي هذا روعة امكانية منازلتك لإصدقائك عبر الإكس بوكس لايف.»
وتلقت تأثيرات المياه في اللعبة تحسينات جوهرية، وذلك لأن المعارك البحرية تلعب دور كبير في معركة الأرض الوسطي2. فسعي المطورون لجعل سطح المحيطات والبحيرات يبدو حقيقياً من خلال استخدام تقنيات شبيهة لهذة التي تٌستخدم في الأفلام عند ابتكار مياه المحيطات التي يصنعها الكمبيوتر. تحاكي المياه الرقمية المياه العميقة للمحيط من خلال عكس كل ما يحيط به علي السطح. كما اُستخدمت تكنولوجيا الأمواج لخلق أمواج عالية علي طول السواحل لغمر اللاعب في التجربة التي تُقدمها اللعبة. وتمت إضافة مدن مفقودة وشعب مرجانية وأسماك أسفل الماء لإثراء التأثيرات. وقد وقع الاختيار علي المياه لتكون أول مكون تصويري لمعركة الأرض الوسطي2 للاستفادة من المظلل القابل للبرمجة في برنامج دايركت إكس. كانت هذة الإضافات جزء من إستراتيجية شاملة لشركة إلكترونيك آرتس لمتابعة تجربة سيد الخواتم التي بدأت في سلسلة الأفلام.
كان ريتشارد تايلور المخرج السينمائي لمعركة الأرض الوسطي2 مسئولاً عن تصميم تسلسل بداية ونهاية اللعبة، وأيضاً عن المقدمة والختام للحملات والمهام. ولأن هذة اللعبة هي لعبة الفيديو الأولي التي تُمنح كامل الحرية للاختيار من أدوات عالم سيد الخواتم، يظهر العديد من الأراضي والشخصيات والمخلوقات من الكتاب لأول مرة في المشاهد التي تٌعرض في اللعبة. واعتبر تايلور انه من المهم استخدام تركبيات تصويرية وسمعية جيدة عند رواية قصة، وكان مسروراً لحياكته للمشروع بصفته الراوي الأساسي.

## الإصدار
الاستقبال
| مجموع الدرجات   |                                 |
| المُجمع          | الدرجة                          |
| --------------- | ------------------------------- |
| Metacritic      | 84٪(PC) 79٪(X360)               |
| درجات المراجعة  |                                 |
| الناشر          | الدرجة                          |
| 1up.com         | A-                              |
| Eurogamer       | 8 من 10                         |
| Game Informer   | 85٪                             |
| Game pro        | 4٫5 من 5                        |
| Game Revolution | B                               |
| Game Spot       | 8٫3 من 10                       |
| Game Spy        | 3٫5 من 5                        |
| Games Radar     | 9 من 10                         |
| Game Zone       | 8٫7 من 10 (PC) 8٫5 من 10 (X360) |
| IGN             | 9 من 10                         |
| (PC Gamer (UK   | 80٪                             |
| (PC Gamer (US   | 90٪                             |
| PC Zone         | 7٫1 من 10                       |

أصدرت إلكترونيك آرتس اللعبة في 2 مارس 2006 للويندوز و5 يوليو 2006 للإكس بوكس 360. ثم أصدرت إلكترونيك آرتس نسخة خاصة بالمجمعين التي تتضمن شيئين: دي في ديه هدية يحتوي على وسائط ذات جودة عالية مثل الموسيقي التصويرية الأصلية كاملة والعروض السينمائية والعروض القصيرة في اللعبة وتوثيق صنع معركة الأرض الوسطي2، والشيء الثاني هو فن اللعبة وهو عبارة عن معرض يصور المئات من الرسومات السينمائية والأفكار الفنية التي اُبتكرت فقط من أجل اللعبة.
وقد حصلت اللعبة علي مراجعات جيدة ومجموع درجات 84% علي ميتاكريتيك لنسخة الويندوز. وتَركز مدح اللعبة لنجاحها في دمج امتياز سيد الخواتم مع لعبة استراتيجية لحظية، بينما استهدف النقد عدم توازن وضع (أكثر من لاعب). تلقت معركة الأرض الوسطي2 جائزة اختيار المحرر أو«إيدويترز شويس» من موقع آي جي إن. وفي نهاية الشهر التي صدرت فيه لأول مرة مارس2006 أصبحت معركة الأرض الوسطي2 الرابعة في قائمة أكثر ألعاب الكمبيوتر مبيعًا لهذا الشهر، بينما صعدت نسخة المجمعين إلي المركز الثامن. وفي الشهر الثاني بعد إصدار اللعبة أصبحت معركة الأرض الوسطي2 في المركز الثاني عشر من الألعاب الأكثر مبيعاً، وذلك بالرغم من الركود في مبيعات اللعبة بشكل عام لهذا الشهر.
وجدت مجلة «بي سي جيمر» بعد لعب اللعبة القليل من العيوب فيها، كما قالت عنها انها لعبة متوازنة بشكل عام. سرت المجلة أيضاً من «ارتفاع قيمة الإنتاج» للعبة، وهذا ما جعل موقع جيمز رادار يوافق عليها موضحاً بأنه «من النادر أن تري أر تي إس بقيمة إنتاجية عالية كهذة، فكل جزء يبدو مصقل جيداً حتي يلمع.» واقتنعت مجلة جيم برو أن معركة الأرض الوسطي2 تحسنت عن نسختها الأصل في عدة نواحي أساسية، وذلك عند مقارنتها بسابقتها سيد الخواتم: معركة الأرض الوسطي. كما اعتقدت جيم سبوت أن معركة الأرض الوسطي2 قدمت طريقة للعب أفضل ومنظور أوسع بكثير الذي شمل المزيد من الأرض الوسطى.
مدح العديد من النقاد عناصر الاستراتيجية اللحظية والجرافيكس الخاصة باللعبة. اعتبرت آي جي إن الجودة العالية لمعركة الأرض الوسطي2 دليل علي اهتمام إلكترونيك آرتس الحقيقي في بناء ألعاب إستراتيجية لحظية عظيمة. وبالرغم من مشكلات قليلة بسيطة إلا أن موقع جيم زوون كان مسرور من طريقة اللعب في معركة الأرض الوسطي2، معتقداً أن اللعبة قامت بعمل جيد للغاية في السماح للاعبين بتجربة الاضطراب في عالم الخيال. كما أعجبهم تحول اللعبة إلي نسخة الإكس بوكس 360، وقالوا عنها «إنها واحدة من أفضل التحويلات من نظام تحكم الكمبيوتر الشخصي للإكس بوكس.» كما مدحوا المطورين «لعملهم الجدير بالثناء من خلال تعيين وظيفة الثماني أزرار المتحكمة في الإكس بوكس 360.» وقدرت «أكشن تريب» الجرافيكس التي وجدت انه «من الصعب أن لا تنبهر بهذة اللعبة»، كما أشادوا بتصميم اللعبة وبالفريق الفني لقيامهم بعمل رائع علي كل موقع ظهر في حملة اللاعب الواحد.
إن اللعب في عالم سيد الخواتم كان مشوقأً وجاذباً لعدد من المراجعين الذين وجدوا أن هذا أحد الأسباب التي زادت من قيمة الترفية في اللعبة بشكل عام. وشاركت بي سي جيمر هذا الرأي قائلة عن سيد الخواتم «انها يمكن ان تكون أفضل لعبة عالم خيال للأبد»، وسأل موقع جيم زوون هذا السؤال «ماذا سيكون المعجب بتولكين المحترم لذاته بدون هذا اللقب؟» كما سرت النتائج موقع "1UP.com" والذي كان مقتنعاً أن معجبي سيد الخواتم لن يتحملوا عدم شراء هذة اللعبة. وقد مدح موقع جيم روفوليشن أو "Game Revolution" اندماج اللعبة في عالم سيد الخواتم ، كما أشار إلي أنه كيف الأسطورة المميزة لسيد الخواتم ومعارك اللعبة المشحونة جاءا معاَ في حزمة مرضية للغاية. كما أرضي مجلة جيم إينفورمر أو "Game Informer" دمج عالم سيد الخواتم في لعبة فيديو، وتوقعت المجلة أن اللعبة ستكون «نصر أخر لإلكترونيك آرتس.» 
وبالرغم من ردود الأفعال الإيجابية إلا أن المراجعين وجدوا عدة مشكلات في اللعبة. حيث كانت المجلة البريطانية الخاصة بألعاب الفيديو «بي سي جيمر الولايات المتحدة» غير مسرورة من اللعبة. كما ادعت أن إلكترونيك آرتس اختارت أن تُصدر لعبة تقليدية وعادية لأنه كان خيار أكثر أماناً لها من أخذ معركة الأرض الوسطي2 في اتجاه آخر. ووافقت مجلة بي سي زوون مع هذا الرأي مدعية أنه بالرغم من أن اللعبة بدت مثيرة للإعجاب إلا أنهاأخذت النهج الذي يتبع القواعد والقوانين الخاصة بنوع اللعبة الاستراتيجية اللحظية «بطريقة تنم عن عدم التفكير والحماقة»، كما ختمت نقدها بأن «هذة اللعبة لا تمت بأي صلة للعبة التي كنا نأمل الحصول عليها.»  بينما خاب أمل شركة جيم سباي "Game Spy" _وهي مزود لنمط أكثر من لاعب عبر الإنترنت_ في وضع أكثر من لاعب في اللعبة، لأنها وجدته غير متوازن علي الإطلاق مقارنة بالأبطال الذين من المفترض أن يكونوا أقوياء للغاية. وأخيراً اعتبر موقع يوروجيمر "Eurogamer" اللعبة ذات جودة متوسطة، مشيراً إلي أنه لا يوجد أي صفات إيجابية حقاً في اللعبة.
وقد أعلنت إلكترونيك آرتس في 27 يوليو 2006 أن الاستديو الخاص بها في لوس أنجلوس سيصدر حزمة توسعة لمعركة الأرض الوسطي 2 تحت اسم سيد الخواتم: معركة الأرض الوسطي2: نهوض الملك الساحر. وقد كان من المقرر صدورها أثناء موسم الأجازة في 2006. وقد وعدت اللعبة التي أنتجها «أمير رحيمي» اللاعبين بفرصة للقتال في حروب تسبق أحداث روايات سيد الخواتم. وتضيف نهوض الملك الساحر حملة جديدة في وضع لاعب واحد ووحدات جديدة وفصيل جديد والعديد من المميزات المحسنة. تتبع قصتها الملك الساحر لأنجمار (أو سيد النازغول) «وصعوده للسلطة وكذلك سيطرته علي أنجمار والغزو الأخير لأرنور _وطن أسلاف أراغورن_.» وأرسلت اللعبة لتُرشح للتسويق في 15 نوفمبر2006 ثم أُصدرت في 28 نوفمبر.
ثم أعلنت إلكترونيك آرتس في 9 يناير 2011 أن خوادم الألعاب عبر الإنترنت ستُغلق في 11 يناير 2011 لتنسيق اللعبة علي الإكس بوكس 360. وأُغلقت نسخة الحاسب الشخصي في 31 ديسمبر 2010. وأشارت إلكترونيك آرتس أن ايقاف دعمهم للعبة كان بسبب أن اتفاق الترخيص مع نيو لاين سينما _حاملي رخصة سيد الخواتم_ انتهت، مما لم يترك لهم خياراً آخر غير إغلاق كل خوادم اللعبة عبر الإنترنت.

## وصلات خارجية
- سيد الخواتم: معركة الأرض الوسطى 2 على موقع IMDb (الإنجليزية)

سيد الخواتم: معركة الأرض الوسطي 2 علي موقع إلكترونيك آرتس.
سيد الخواتم: معركة الأرض الوسطي 2 علي قاعدة بيانات الأفلام على الإنترنت.